# Basílica de Santa María y San Bartolomé
La Basílica de Santa María y San Bartolomé es un templo católico situado en la localidad polaca de Piekary Śląskie.
La iglesia actual, diseñada por el arquitecto Daniel Grötschel en estilo neorrománico, se completó en 1849. El 1 de diciembre de 1962, el papa san Juan XXIII elevó la iglesia al estado de basílica menor. Pertenece a la arquidiócesis de Katowice.